# Sun Ra
Sun Ra (születési nevén Herman Poole Bloundt, Birmingham, Alabama, 1914. május 14. – Birmingham, 1993. május 30.) amerikai zenész. A free jazz, bebop, space music, experimental music, fúziós jazz műfajokban játszott. Az 1950-es évektől haláláig irányította saját zenekarát, az Arkestra-t, amely változó neveken és hullámzó felállással mind a mai napig működik.

## Élete
Az Alabama állambeli Birminghamben nőtt fel. A Herman nevet Black Herman mágus után kapta. Azonban hamar megváltoztatta a nevét, Le Sony d'Ra-ra, amelyet végül Sun Ra-ra rövidített. 11-12 éves korában már zenét szerzett.  A "Sun Ra" művésznevet Ráról, a Nap egyiptomi istenéről kapta. Élete korai szakaszairól nem sokat tudni, Sun Ra az interjúk során is elkerülte a válaszadást, helyette értelmetlen válaszokat adott. Továbbá nyilvánosan tagadta a Herman Poole Bloundt nevet. Több mint száz nagylemezt adott ki, illetve rengeteg egyéb kiadványa is megjelent.
Sun Ra 1993. május 30.-án hunyt el az alabamai Birminghamben, 79 éves korában.